# 신보물섬
《신보물섬》(新宝島 신 다카라지마[*])은 테즈카 오사무가 1947년에 발표한 일본의 만화 작품이다. 원안과 스토리는 사카이 시치마가 담당하였다. 전후 일본 만화의 출발점이며, 데즈카 오사무의 출세작이기도 하다. 이 작품의 인기는 오사카에서 아카혼(赤本) 만화 붐을 일으켰다. 로버트 루이스 스티븐슨의 《보물섬》을 기반으로 하고 있다.

## 타 작품에서의 등장
- 이 작품은 그가 만화에 대한 재능을 발견한 혼카와 초등학교를 다니던 시절의 나카자와 케이지의 이야기를 다룬 자전적 만화인 《오레와 미타(おれは見た)》에서 등장한다.